# Tambella-Peulh
Ne doit pas être confondu avec Tambella-Mossi.
Tambella-Peulh est une commune située dans le département de l'Andemtenga de la province de Kouritenga dans la région du Centre-Est au Burkina Faso.